# WWE SmackDown
WWE SmackDown, auch bekannt als Friday Night SmackDown oder einfach SmackDown, ist eine US-amerikanische Wrestling-Show, die von WWE produziert wird und derzeit jeden Freitag um 20 Uhr live auf USA Network ausgestrahlt wird. In Deutschland sendet ProSieben Maxx jeden Samstagabend eine aktuelle Folge für den deutschsprachigen Markt.
SmackDown! debütierte am 29. April 1999 auf UPN und wurde früher am Donnerstagabend ausgestrahlt. Die Show wurde am 9. September 2005 auf Freitagabend verschoben und wechselte, nach der Fusion von UPN und The WB, im September 2006 zu The CW. Im Oktober 2008 wechselte die Show zu MyNetworkTV. Am 1. Oktober 2010 wechselte SmackDown zu Syfy und kehrte am 15. Januar 2015 wieder zum Donnerstagabend zurück. Die Show wechselte dann am 7. Januar 2016 zum USA Network und später in diesem Jahr, beginnend am 19. Juli 2016, begann SmackDown mit der Live-Übertragung am Dienstagabend. Der Wechsel von SmackDown zu FOX am 4. Oktober 2019 markierte die Rückkehr der Show zum Freitagabend. Am 13. September 2024 kehrte SmackDown zum USA Network zurück. Die Show gilt derzeit neben Raw als eine von zwei Flaggschiff-Shows der WWE. Seit der Wiedereinführung der Brand Extension im Jahr 2016 treten Wrestler wieder exklusiv für Raw oder SmackDown auf.

## Geschichte
SmackDown wurde im Jahr 1999 von der damaligen World Wrestling Federation ursprünglich als Donnerstagssendung und Gegengewicht zur Sendung der Konkurrenz, WCW Thunder, geschaffen. Aufgrund des Sendeplatzes am Donnerstag wurde die Show auch als Thursday Night SmackDown bezeichnet und entwickelte sich schnell zu einem Erfolg. Seit Oktober 2019, laut TV-Einschaltquoten ist Smackdown die erfolgreichste Wrestlingshow der Welt, sie wird zunehmend zum Flaggschiff der Wrestling-Liga WWE und schlägt sogar ihren großen Bruder WWE Monday Night Raw und die Konkurrenz-Liga (TNA) Total Nonstop Action Wrestling und die neue AEW Wrestling-Organisation.
Um bessere Quoten einzufahren, verschob der damals ausstrahlende US-Sender UPN SmackDown ab dem 9. September 2005 auf den Freitagabend, wodurch die Show zu Friday Night SmackDown wurde. Da diese Verschiebung Erfolg hatte, behielt SmackDown den Sendeplatz am Freitagabend, auch als die Show in den USA den TV-Sender wechselte.
Als B-Show von SmackDown wurde am 25. Mai 2002 WWE Velocity eingeführt, die das Gegenstück von WWE Heat bei RAW darstellte. In dieser Sendung wurden zunächst die Ereignisse der vorherigen SmackDown!-Folge zusammengefasst, ab 2003 traten dort die weniger eingesetzten Wrestler von SmackDown auf. Am 11. Juni 2006 wurde die letzte Folge von Velocity über die WWE-Homepage ausgestrahlt und die Show danach eingestellt.
Seit dem 19. Juli 2016 wird SmackDown in den USA am Dienstagabend live ausgestrahlt und heißt nun SmackDown Live. Mit der Umbenennung wurde der seit 2011 abgeschaffte Roster Split wieder eingeführt, der die Wrestler der WWE den einzelnen Shows RAW und SmackDown zuteilt. Dadurch treten die SmackDown-Superstars nun wieder exklusiv für ihre Show auf. Zuvor war es allen Wrestlern möglich, in allen Shows der WWE aufzutreten sowie alle Titel unabhängig ihrer Roster zu halten. Die WWE Championship, zuvor als WWE World Heavyweight Championship bekannt, gehört seit dem erneuten Split ebenfalls exklusiv zu SmackDown, da der damalige Champion Dean Ambrose mitsamt dem Titel gedraftet wurde.
Mit dem Roster Split erhalten die beiden Roster ihre eigenen Pay-Per-View-Großveranstaltungen zurück. Dieses Prinzip setzte die WWE bereits bis März 2007 um, bevor die Großveranstaltungen für alle Roster geöffnet wurden. Der erste reine SmackDown-PPV im Jahr 2016 war die wieder eingeführte Show Backlash.
Am 11. Oktober wurde bei Smackdown Live der WWE Draft begonnen.
Ab dem Zeitpunkt wurde der Roster Split konsequenter durchgezogen.